# Deckrot

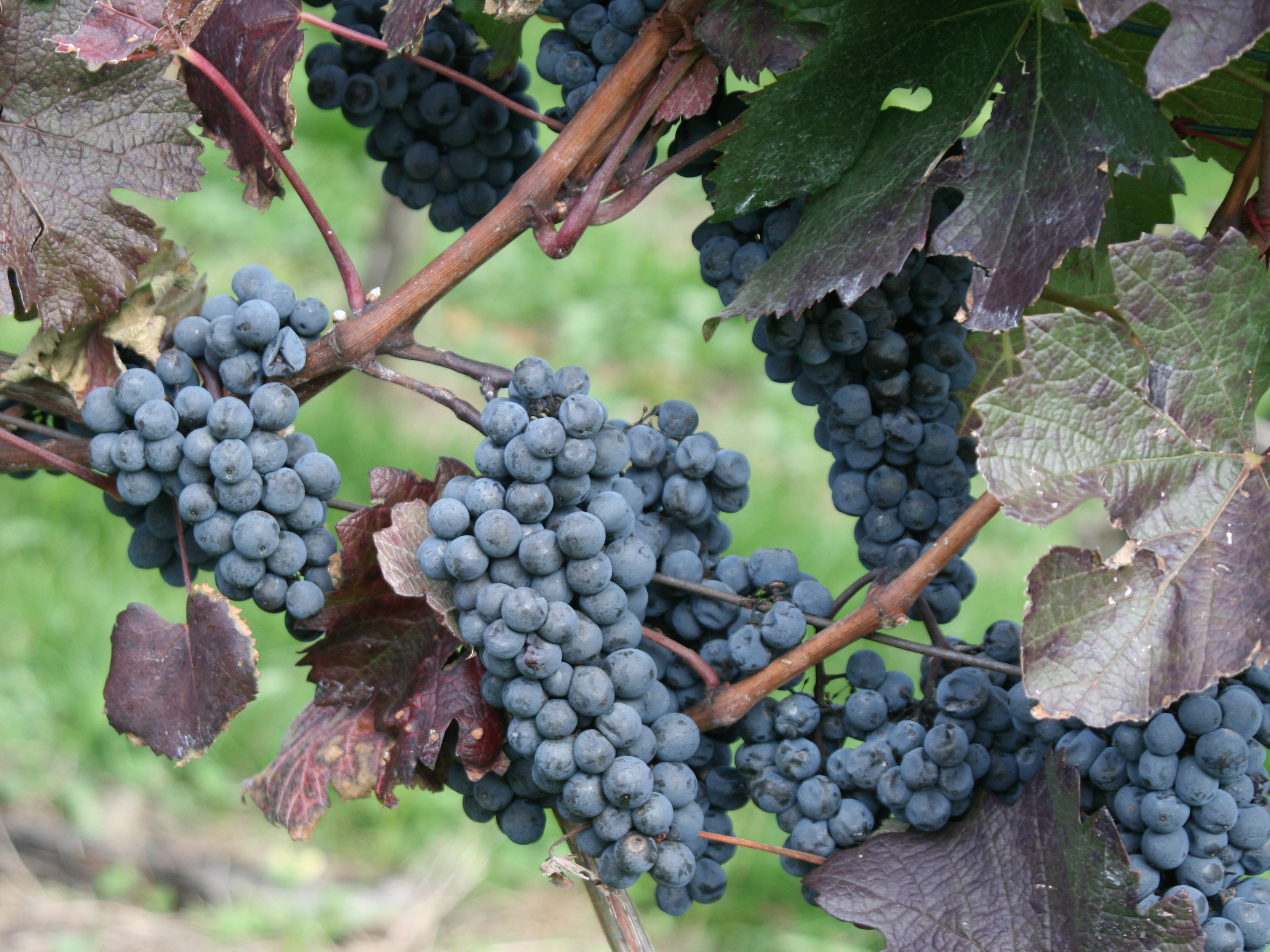
Deckrot

Deckrot ist eine Rotweinsorte. Es handelt sich um eine Neuzüchtung zwischen Grauburgunder und der Färbertraube Teinturier du Cher. Die Kreuzung erfolgte im Jahre 1939 durch Johannes Zimmermann am Staatlichen Weinbauinstitut in Freiburg im Breisgau. Die Angaben des Züchters zu den Kreuzungseltern konnten in der Zwischenzeit durch DNA-Analyse bestätigt werden. Der Sortenschutz sowie die Eintragung in die Sortenliste erfolgten im Jahre 1971. Im Jahr 2007 lag die bestockte Rebfläche in Deutschland bei 22 Hektar.
Deckrot erbringt einen dunkelroten Wein mit hoher Farbintensität und ausgeprägter Säure. Sie wird hauptsächlich als Deckwein verwendet. Zur Farbunterstützung von Spätburgunder oder Blauem Portugieser reicht oft eine Zugabe von 3 – 5 % aus. Deckrot ist zum sortenreinen Ausbau kaum geeignet. In schlechten Jahren weisen die Rotweine der Rebsorte sehr hohe Säurewerte aus. Deckrot ist eine Varietät der Edlen Weinrebe (Vitis vinifera). Sie besitzt zwittrige Blüten und ist somit selbstfruchtend. Beim Weinbau wird der ökonomische Nachteil vermieden, keinen Ertrag liefernde, männliche Pflanzen anbauen zu müssen.
Siehe auch den Artikel Weinbau in Deutschland sowie die Liste von Rebsorten.
Synonyme: Freiburg 71-119-39
Abstammung: Pinot Gris x Teinturier du Cher

## Verbreitung
Die Rebflächen in Deutschland verteilen sich wie folgt auf die einzelnen Anbaugebiete:
| Weinbaugebiet           | Rebfläche (Hektar) |
| ----------------------- | ------------------ |
| Ahr                     | -                  |
| Baden                   | 18                 |
| Franken                 | unter 0,5          |
| Hessische Bergstraße    | -                  |
| Mittelrhein             | unter 0,5          |
| Mosel                   | unter 0,5          |
| Nahe                    | unter 0,5          |
| Pfalz                   | 1                  |
| Rheingau                | unter 0,5          |
| Rheinhessen             | 2                  |
| Saale-Unstrut           | -                  |
| Sachsen                 | -                  |
| Stargarder Land         | -                  |
| Württemberg             | unter 0,5          |
| Gesamt Deutschland 2007 | 22                 |

Quelle: Rebflächenstatistik vom 13. März 2008, Statistisches Bundesamt, Wiesbaden 2008 in Beschreibende Sortenliste des Bundessortenamtes 2008, Seite 198ff.

## Einzelbelege
1. ↑  “ Die Kreuzungseltern deutscher Rebenneuzüchtungen im Fokus – Was sagt der genetische Fingerabdruck”, von Erika Maul, Fritz Schumann, Bernd H.E. Hill, Frauke Dörner, Heike Bennek, Valérie Laucou, Jean-Michel Boursiquot, Thierry Lacombe, Eva Zyprian, Rudolf Eibach und Reinhard Töpfer;  in „Deutsches Weinjahrbuch 2013“  (64. Jahrgang) – Seite 128 bis 142, ISBN 978-3-8001-7783-7
2. ↑  Beschreibende Sortenliste des Bundessortenamtes 2008(PDF; 507 kB)